# Claudio Lardi
Claudio Lardi (* 21. Mai 1955 in Poschiavo/Graubünden) ist ein Schweizer Rechtsanwalt und Politiker.

## Leben
Nach dem Besuch der Volksschule in Poschiavo absolvierte Claudio Lardi an der Kantonsschule Chur die Handelsmatura, anschliessend studierte er Jura an der Universität Zürich. Von 1991 bis zu seiner Wahl in den Bündner Regierungsrat 1998 war Claudio Lardi Grossrat des Kreises Chur und hauptberuflich als Rechtsanwalt in Zürich, Chur und Poschiavo tätig. Längere Sprach-, Reise- und Arbeitsaufenthalte im Ausland haben Claudio Lardi geprägt. Seine Herkunft und die damit verbundene Bindung zu Graubünden und zu seinem Tal Poschiavo hatten und haben immer noch einen grossen Einfluss auf seine Persönlichkeit.
Politisch geprägt ist Claudio Lardi durch seine jahrzehntelange Zugehörigkeit zur Sozialdemokratischen Partei der Schweiz SPS und durch seine Arbeit als Grossrat und insbesondere als Mitglied der Geschäftsprüfungskommission, aber auch durch seine nebenamtliche Tätigkeit als Vorstandsmitglied verschiedener Vereine und Verbände. Von 1999 bis 2010 war Claudio Lardi Vorsteher des Erziehungs-, Kultur- und Umweltschutzdepartementes des Kantons Graubünden. In den Jahren 2002, 2006 und 2010 war er turnusgemäss Präsident der Bündner Regierung.
In seiner Zeit als Regierungsrat fallen das Reorganisationsprojekt des Erziehungs-, Kultur- und Umweltschutzdepartements sowie das sogenannte „Kernprogramm Bündner Schule 2010“, ein Projekt zur bestmöglichen Koordination, Synthese und Abstimmung einer Vielzahl von laufenden und in Auftrag gegebenen Veränderungsvorhaben, die die Bündner Schulen betreffen. Lardi ist Vorstandsmitglied der Erziehungsdirektorenkonferenz der Ostschweizer Kantone und des Fürstentums Liechtenstein EDK-Ost sowie Präsident des Schweizerischen Bildungsservers Educa.ch. Ferner ist er Vizepräsident der Fachhochschule Ostschweiz und bis Ende 2008 hatte er die gleiche Funktion bei movingAlps inne. Seit 2011 ist er Präsident des Schulrates vom Bildungszentrum Gesundheit und Soziales, Mitglied des Verwaltungsrates von Repower AG. Ferner betreut er diverse Mandate im Zusammenhang mit der Weltausstellung EXPO Milano 2015.
Lardi spricht fliessend Italienisch und Deutsch, Französisch und Englisch beherrscht er in Wort und Schrift.
Claudio Lardi ist passionierter Hobbykoch.